# Stortervolandet
Stortervolandet (Stortervolandet även på finska, tidigare Iso-Tervo) är en ö i Finland.   Den ligger i Pargas stad i ekonomiska regionen  Åboland  och landskapet Egentliga Finland, 150 km väster om huvudstaden Helsingfors. Arean är 44 kvadratkilometer.
Terrängen på Stortervolandet är platt. Öns högsta punkt är 60 meter över havet. Den sträcker sig 9,7 kilometer i nord-sydlig riktning, och 8,6 kilometer i öst-västlig riktning.  I omgivningarna runt Stortervolandet växer i huvudsak barrskog.